# Henry Schradieck

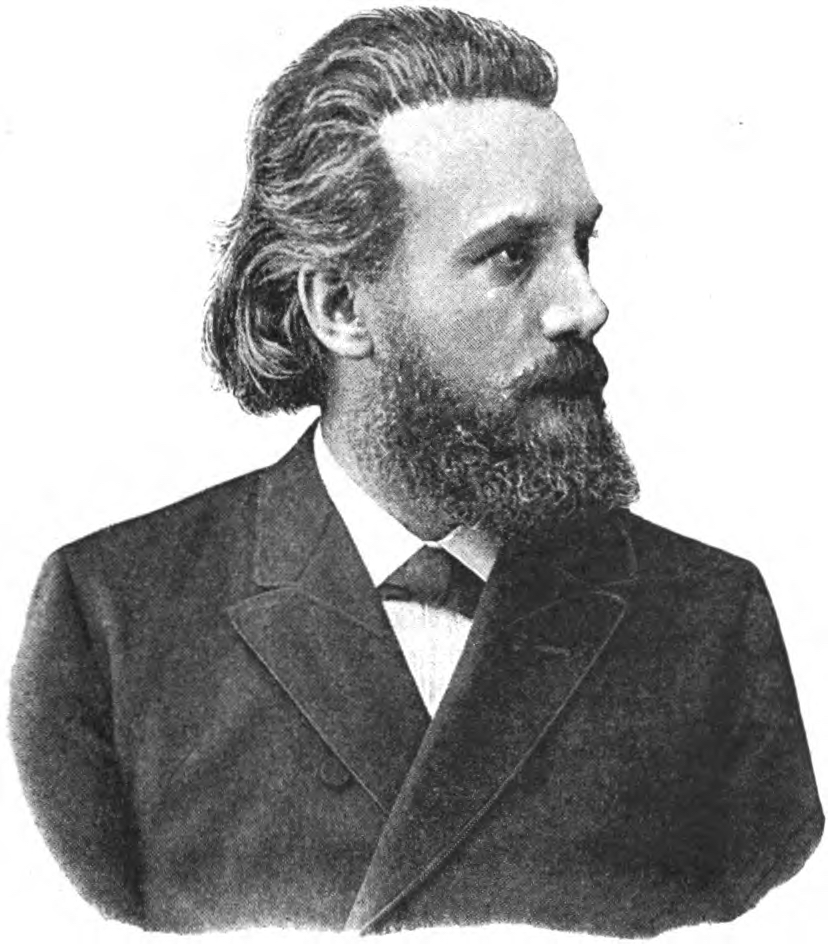
Henry Schradieck

Henry Schradieck (* 29. April 1846 in Hamburg; † 25. Mai 1918 in Brooklyn, New York) war ein deutscher Geiger, Musikpädagoge und Komponist.
Der Sohn eines Violinprofessors hatte bereits im Alter von vier Jahren Unterricht und trat fünfjährig in Hamburg auf. Die Geigerin Teresa Milanollo finanzierte ihm ein Studium am Konservatorium von Brüssel, wo er von 1854 bis 1857 Schüler von Hubert Léonard war. Später studierte er zwei Jahre bei Ferdinand David und Raimund Dreyschock in Leipzig.
1863 wirkte er als Soloviolinist in den Privatkonzerten, die Carl Martin Reinthaler in Bremen veranstaltete. Von 1864 bis 1868 lebte er in Moskau. Er unterrichtete hier an der Musikschule von Nikolai Rubinstein und spielte die erste Violine bei den Konzerten der Russischen Musikgesellschaft. Obwohl er formal nicht dessen Schüler war, zog er großen Gewinn aus seiner Bekanntschaft mit dem Geiger Ferdinand Laub, der Professor am Moskauer Konservatorium war.
Nach seiner Rückkehr nach Hamburg war Schradieck Leiter der Philharmonischen Konzerte. 1874 wurde er Zweiter Konzertmeister des Gewandhausorchesters und Professor für Violine am Leipziger Konservatorium. 1883 reiste er erstmals in die USA und unterrichtete am College of Music at Cincinnati. Nach dem Rücktritt von Florián Zajíc übernahm er 1890 erneut die Leitung der Hamburger Philharmonischen Konzerte. 1898 übersiedelte er endgültig in die USA und unterrichtete an verschiedenen Institutionen in New York und Philadelphia.
Wenig bekannt ist die kompositorische Tätigkeit Schradiecks. So findet sich im Besitz der Gorno Memorial Music Library eine Romanze für Violine und Klavier.